# São Francisco de Itabapoana
São Francisco de Itabapoana este un oraș în unitatea federativă Rio de Janeiro (RJ), Brazilia.